# Anosibe an’ Ala
Anosibe an’ Ala – miasto we wschodniej części Madagaskaru, w prowincji Toamasina. W 2005 roku liczyło 24 703 mieszkańców.